# Улица Свердлова (Кострома)
Улица Свердло́ва — улица в исторической части Костромы. Проходит от Сусанинской площади лучом, подобно улицам Симановского, Ленина, Советской, Шагова, проспектам Мира и Текстильщиков, идёт на восток до улицы Скворцова.

## История

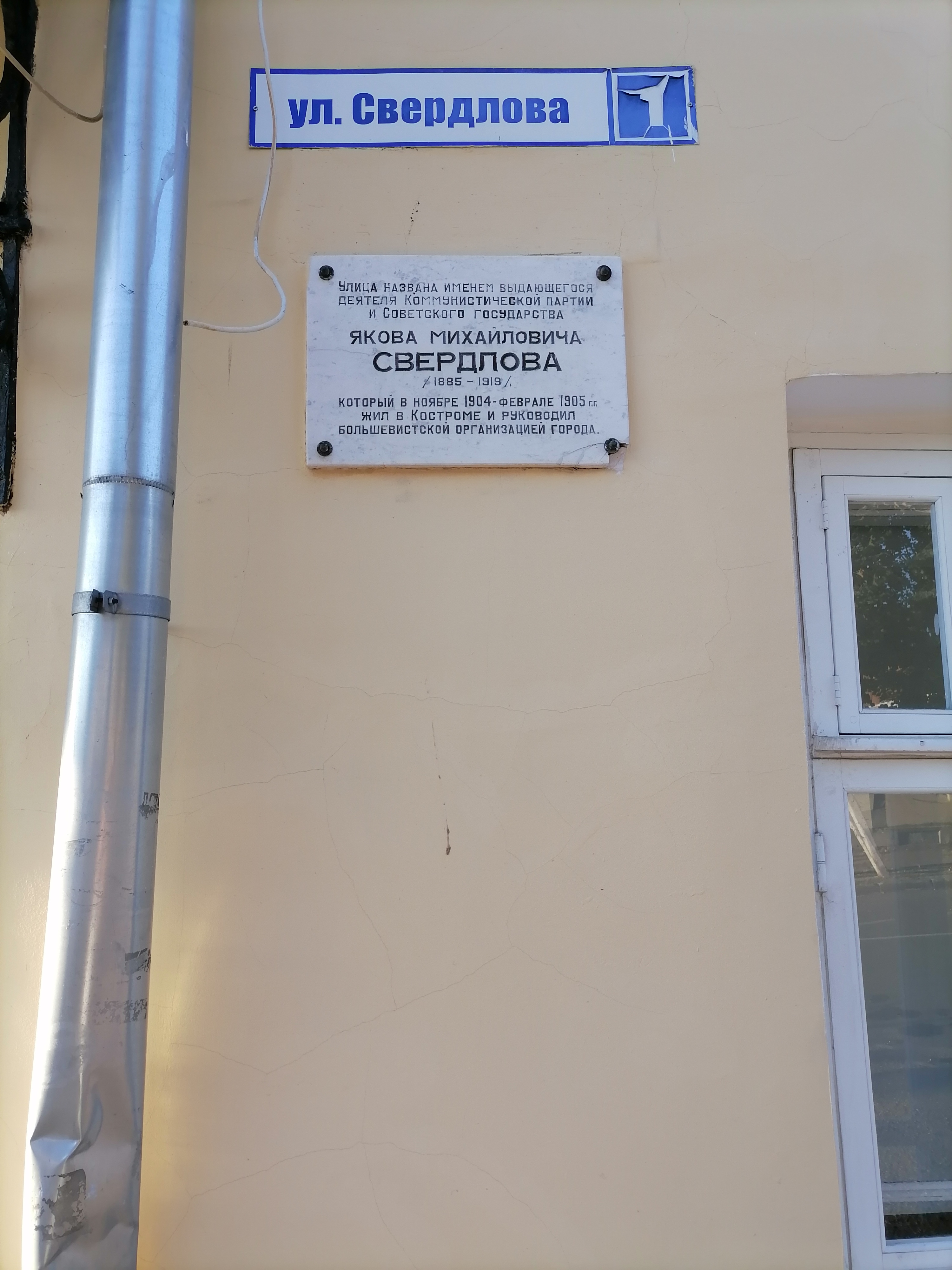

В прежние времена начиналась от Благовещенской церкви.
В 1773 году церковь сгорела и более не восстанавливалась. Участок церковной земли был застроен в первой трети XIX века (д. 1). Улица была спрямлена.
После революции 1917 года в д. 3 разместилась Костромская губЧК, отчего и сама улица стала называться улицей Чрезвычайки.

## Достопримечательности
д. 2 — бывшая губернская типография, ныне — редакция газеты «Северная правда»
д. 5 — бывший дом Лезовых
д. 6 — бывший дом Углечаниновых
д. 9 — бывший дом Д. А. Орлова (1780-е)
д. 10 — бывший дом городского головы Г. Н. Ботникова (Музей барского быта)
д. 11 — бывшая усадьба купца И. А. Красильникова (начало XIX века)
д. 23 — ФБУЗ «Центр гигиены и эпидемиологии в Костромской области», мемориальная доска главному санитарному врачу Владимиру Сосидко
д. 24 — Церковь Благовещения Пресвятой Богородицы
д. 42 — бывший дом Михайловского